# Mistrzostwa Świata w Piłce Nożnej 2006 (eliminacje strefy UEFA)/Grupa 6
Eliminacje do Mistrzostwa Świata w Piłce Nożnej 2006 w strefie UEFA rozegrane zostały w grupach systemem każdy z każdym, mecz i rewanż. W grupie 6 znalazły się następujące drużyny:
- Anglia
- Austria
- Azerbejdżan
- Irlandia Północna
- Polska
- Walia

Bezpośredni awans na Mundial uzyskały reprezentacje Anglii oraz Polski (Polska zajęła drugie miejsce w klasyfikacji 2. miejsc, co dało jej bezpośredni awans). 

## Tabela
Grupa 6:
| Reprezentacja     | Pkt | M  | W | R | P | Br+ | Br- | +/- |
| ----------------- | --- | -- | - | - | - | --- | --- | --- |
| Anglia            | 25  | 10 | 8 | 1 | 1 | 17  | 5   | 12  |
| Polska            | 24  | 10 | 8 | 0 | 2 | 27  | 9   | 18  |
| Austria           | 15  | 10 | 4 | 3 | 3 | 15  | 12  | 3   |
| Irlandia Północna | 9   | 10 | 2 | 3 | 5 | 10  | 18  | -8  |
| Walia             | 8   | 10 | 2 | 2 | 6 | 10  | 15  | -5  |
| Azerbejdżan       | 3   | 10 | 0 | 3 | 7 | 1   | 21  | -20 |

|                   | Anglia | Austria | Azerbejdżan | Irlandia Północna | Polska | Walia |
| ----------------- | ------ | ------- | ----------- | ----------------- | ------ | ----- |
| Anglia            | –      | 1:0     | 2:0         | 4:0               | 2:1    | 2:0   |
| Austria           | 2:2    | –       | 2:0         | 2:0               | 1:3    | 1:0   |
| Azerbejdżan       | 0:1    | 0:0     | –           | 0:0               | 0:3    | 1:1   |
| Irlandia Północna | 1:0    | 3:3     | 2:0         | –                 | 0:3    | 2:3   |
| Polska            | 1:2    | 3:2     | 8:0         | 1:0               | –      | 1:0   |
| Walia             | 0:1    | 0:2     | 2:0         | 2:2               | 2:3    | –     |

## Wyniki
| 4 września 2004 15:00 | Irlandia Północna | 0:3(0:2)raport | Polska · Maciej Żurawski 4' · Piotr Włodarczyk 36' · Jacek Krzynówek 56' | Windsor Park, Belfast Widzów: 12 487 Sędzia: Jan Wegereef (Holandia) |
|                       |                   |                |                                                                          |                                                                      |

| 4 września 2004 20:30 | Austria · Roland Kollmann 71' · Andreas Ivanschitz 72' | 2:2(0:1)raport | Anglia · Frank Lampard 24' · Steven Gerrard 65' | Ernst Happel Stadion, Wiedeń Widzów: 48 000 Sędzia: Ľuboš Micheľ (Słowacja) |
|                       |                                                        |                |                                                 |                                                                             |

| 4 września 2004 21:00 | Azerbejdżan · Rəşad Sadıqov 55' | 1:1(0:0)raport | Walia · Gary Speed 45+2' | Stadion Tofika Bachramowa, Baku Widzów: 8 000 Sędzia: Edo Trivković (Chorwacja) |
|                       |                                 |                |                          |                                                                                 |

| 8 września 2004 20:00 | Walia · John Hartson 32' · Robert Earnshaw 74' | 2:2(1:2)raport | Irlandia Północna · Jeff Whitley 10' · David Healy 21' | Millennium Stadium, Cardiff Widzów: 63 500 Sędzia: Domenico Messina (Włochy) |
|                       |                                                |                |                                                        |                                                                              |

| 8 września 2004 20:30 | Polska · Maciej Żurawski 47' | 1:2(0:1)raport | Anglia · Jermain Defoe 36' · Arkadiusz Głowacki 57' (sam.) | Stadion Śląski, Chorzów Widzów: 30 000 Sędzia: Stefano Farina (Włochy) |
|                       |                              |                |                                                            |                                                                        |

| 8 września 2004 20:30 | Austria · Martin Stranzl 23' · Roland Kollmann 44' | 2:0(2:0)raport | Azerbejdżan | Ernst Happel Stadion, Wiedeń Widzów: 26 400 Sędzia: Lawrence Sammut (Malta) |
|                       |                                                    |                |             |                                                                             |

| 9 października 2004 15:00 | Anglia · Frank Lampard 4' · David Beckham 76' | 2:0(1:0)raport | Walia | Old Trafford, Manchester Widzów: 65 224 Sędzia: Terje Hauge (Norwegia) |
|                           |                                               |                |       |                                                                        |

| 9 października 2004 20:30 | Austria · Markus Schopp 30' | 1:3(1:1)raport | Polska · Radosław Kałużny 10' · Jacek Krzynówek 78' · Tomasz Frankowski 90' | Ernst Happel Stadion, Wiedeń Widzów: 46 100 Sędzia: Lucilio Cardoso Batista (Portugalia) |
|                           |                             |                |                                                                             |                                                                                          |

| 9 października 2004 21:30 | Azerbejdżan | 0:0raport | Irlandia Północna | Stadion Tofika Bachramowa, Baku Widzów: 6 460 Sędzia: Attila Hanacsek (Węgry) |
|                           |             |           |                   |                                                                               |

| 13 października 2004 19:45 | Irlandia Północna · David Healy 36' · Colin Murdock 58' · Stuart Elliott 90+3' | 3:3(1:1)raport | Austria · Markus Schopp 14', 72' · Christian Mayrleb 59' | Windsor Park, Belfast Widzów: 11 810 Sędzia: Mark Shield (Australia) |
|                            |                                                                                |                |                                                          |                                                                      |

| 13 października 2004 20:00 | Walia · Robert Earnshaw 56' · John Hartson 90' | 2:3(0:0)raport | Polska · Tomasz Frankowski 72' · Maciej Żurawski 81' · Jacek Krzynówek 85' | Millennium Stadium, Cardiff Widzów: 56 685 Sędzia: Alain Sars (Francja) |
|                            |                                                |                |                                                                            |                                                                         |

| 13 października 2004 21:30 | Azerbejdżan | 0:1(0:1)raport | Anglia · Michael Owen 22' | Stadion Tofika Bachramowa, Baku Widzów: 17 000 Sędzia: Alain Hamer (Leksemburg) |
|                            |             |                |                           |                                                                                 |

| 26 marca 2005 15:00 | Walia | 0:2(0:0)raport | Austria · Ivica Vastić 81' · Martin Stranzl 85' | Millennium Stadium, Cardiff Widzów: 47 760 Sędzia: Paul Allaerts (Belgia) |
|                     |       |                |                                                 |                                                                           |

| 26 marca 2005 15:00 | Anglia · Joe Cole 47' · Michael Owen 52', 54' · Frank Lampard 62' | 4:0(0:0)raport | Irlandia Północna | Old Trafford, Manchester Widzów: 62 239 Sędzia: Wolfgang Stark (Niemcy) |
|                     |                                                                   |                |                   |                                                                         |

| 26 marca 2005 18:00 | Polska · Tomasz Frankowski 12', 63', 66' · Aftandil Hacıyev 16' (sam.) · Kamil Kosowski 40' · Jacek Krzynówek 72' · Marek Saganowski 84', 90' | 8:0(3:0)raport | Azerbejdżan | Stadion Wojska Polskiego, Warszawa Widzów: 9 000 Sędzia: Nicolai Vollquartz (Dania) |
|                     | |                |             |                                                                                     |

| 30 marca 2005 19:45 | Anglia · Steven Gerrard 51' · David Beckham 62' | 2:0(0:0)raport | Azerbejdżan | St James’ Park, Newcastle upon Tyne Widzów: 49 046 Sędzia: Paulo Costa (Portugalia) |
|                     |                                                 |                |             |                                                                                     |

| 30 marca 2005 20:00 | Polska · Maciej Żurawski 87' | 1:0(0:0)raport | Irlandia Północna | Stadion Wojska Polskiego, Warszawa Widzów: 13 515 Sędzia: Peter Fröjdfeldt (Szwecja) |
|                     |                              |                |                   |                                                                                      |

| 30 marca 2005 20:30 | Austria · René Aufhauser 87' | 1:0(0:0)raport | Walia | Ernst Happel Stadion, Wiedeń Widzów: 29 500 Sędzia: Manuel Mejuto González (Hiszpania) |
|                     |                              |                |       |                                                                                        |

| 4 czerwca 2005 20:00 | Azerbejdżan | 0:3(0:1)raport | Polska · Tomasz Frankowski 28' · Tomasz Kłos 57' · Maciej Żurawski 81' | Stadion Tofika Bachramowa, Baku Widzów: 10 458 Sędzia: Alberto Undiano Mallenco (Hiszpania) |
|                      |             |                |                                                                        |                                                                                             |

| 3 września 2005 15:00 | Irlandia Północna · Stuart Elliott 60' · Warren Feeney 84' | 2:0(0:0)raport | Azerbejdżan | Windsor Park, Belfast Widzów: 12 000 Sędzia: Dejan Stanišić (Serbia i Czarnogóra) |
|                       |                                                            |                |             |                                                                                   |

| 3 września 2005 15:00 | Walia | 0:1(0:0)raport | Anglia · Joe Cole 54' | Millennium Stadium, Cardiff Widzów: 70 715 Sędzia: Walentin Iwanow (Rosja) |
|                       |       |                |                       |                                                                            |

| 3 września 2005 20:30 | Polska · Euzebiusz Smolarek 13' · Kamil Kosowski 22' · Maciej Żurawski 67' | 3:2(2:0)raport | Austria · Roland Linz 61', 80' | Stadion Śląski, Chorzów Widzów: 40 000 Sędzia: Massimo De Santis (Włochy) |
|                       |                                                                            |                |                                |                                                                           |

| 7 września 2005 19:45 | Irlandia Północna · David Healy 73' | 1:0(0:0)raport | Anglia | Windsor Park, Belfast Widzów: 14 069 Sędzia: Massimo Busacca (Szwajcaria) |
|                       |                                     |                |        |                                                                           |

| 7 września 2005 20:30 | Polska · Maciej Żurawski 52' | 1:0(0:0)raport | Walia | Stadion Wojska Polskiego, Warszawa Widzów: 13 500 Sędzia: Claus Bo Larsen (Dania) |
|                       |                              |                |       |                                                                                   |

| 7 września 2005 21:00 | Azerbejdżan | 0:0raport | Austria | Stadion Tofika Bachramowa, Baku Widzów: 2 800 Sędzia: Johan Verbist (Belgia) |
|                       |             |           |         |                                                                              |

| 8 października 2005 14:00 | Irlandia Północna · Michael Duff 47' · Steven Davis 50' | 2:3(0:2)raport | Walia · Simon Davies 27' · Carl Robinson 37' · Ryan Giggs 81' | Windsor Park, Belfast Widzów: 13 451 Sędzia: Ruud Bossen (Holandia) |
|                           |                                                         |                |                                                               |                                                                     |

| 8 października 2005 16:00 | Anglia · Frank Lampard 24' | 1:0(1:0)raport | Austria | Old Trafford, Manchester Widzów: 64 822 Sędzia: Luis Medina Cantalejo (Hiszpania) |
|                           |                            |                |         |                                                                                   |

| 12 października 2005 19:45 | Walia · Ryan Giggs 3', 51' | 2:0(1:0)raport | Azerbejdżan | Millennium Stadium, Cardiff Widzów: 32 628 Sędzia: Martin Hansson (Szwecja) |
|                            |                            |                |             |                                                                             |

| 12 października 2005 19:45 | Anglia · Michael Owen 44' · Frank Lampard 81' | 2:1(1:1)raport | Polska · Tomasz Frankowski 45' | Old Trafford, Manchester Widzów: 65 467 Sędzia: Kim Milton Nielsen (Dania) |
|                            |                                               |                |                                |                                                                            |

| 12 października 2005 20:30 | Austria · René Aufhauser 44', 90' | 2:0(1:0)raport | Irlandia Północna | Ernst Happel Stadion, Wiedeń Widzów: 12 500 Sędzia: Athanassios Briakos (Grecja) |
|                            |                                   |                |                   |                                                                                  |